# Franca Bettoia
Franca Bettoia (o Bettoja); (Roma, 14 de mayo de 1936-Roma, 13 de septiembre de 2024) fue una actriz italiana.

## Carrera
Nacida en Roma, hizo su primera aparición en el cine en Un palco all'opera (1955, de Siro Marcellini). Al año siguiente apareció en Los amantes del desierto, una epopeya protagonizada por Ricardo Montalbán, Carmen Sevilla y Gino Cervi. Apareció al lado de Pietro Germi en L'uomo di paglia (1958).
En 1964 protagonizó junto a Vincent Price la película de horror y ciencia ficción The Last Man on Earth (1964, de Ubaldo Ragone y Sidney Salkow), la primera adaptación en pantalla de la novela Soy leyenda de Richard Matheson. Luego interpretó a una princesa en las películas de aventuras Sandokan Fights Back (1964) y Return of Sandokan (1964). En 1967 apareció como la amante de Ugo Tognazzi en la comedia Il fischio al naso. Bettoia y Tognazzi se casaron en 1972. Tuvieron una hija, la directora de cine Maria Sole Tognazzi. En su última película, Teste rasate (1993), su hijo Gianmarco Tognazzi interpretó el papel principal.

## Filmografía parcial
- Un palco all'Opera (1955)
- Gli amanti del deserto (1956)
- L'uomo di paglia (1957)
- Apocalisse sul fiume giallo (1959)
- Giorno per giorno (1961)
- Orazi e Curiazi (1961)
- Ultimatum alla vita (1961)
- I normanni (1962)
- L'ultimo uomo della Terra (1963)
- Sandokan contro il leopardo di Sarawak (1964)
- Sandokan alla riscossa (1964)
- Il fischio al naso (1967)
- Teste rasate (1992)